# 日産・NV350キャラバン
NV350キャラバン（NV350 CARAVAN）は、日産自動車が製造・販売していた商用バンである。キャラバンシリーズでは通算5代目の車種でもある。

## 概要
2012年6月15日に11年ぶりとなるフルモデルチェンジを発表し、同日より販売開始（当初はガソリン車のロングボディ・標準ルーフ仕様のみ、ディーゼル車とスーパーロングボディ・ハイルーフ仕様は7月13日販売開始）。同時に車名を「NV350キャラバン」に改名した。NV（Nissan Van）のつく車名は、日本ではNV200、NV100に続き今回が3例目。4代目・キャラバン（E25型）を踏襲したものである。
COOの志賀俊之は「小型商用車のトップブランド」と「クラス全体のシェア40%」を目指すべく、同クラスのトップセラーであり、長年のライバル車種でもある「トヨタ・ハイエース」を、全ての面で圧倒するよう開発陣に指示した。なお、チーフデザイナーはNV200バネット（NV200）も担当した倉岡亨一であり、両サイドのプラグ式ウインドウも引き続き採用されている。

### 年表
2011年11月8日
「NV350キャラバン」を、第42回東京モーターショーに出展することを発表。
2012年6月15日
11年ぶりとなるフルモデルチェンジを発表し、同日より販売開始（当初はガソリン車のロングボディ・標準ルーフ仕様のみ、ディーゼル車とスーパーロングボディ・ハイルーフ仕様は7月13日販売開始）。同時に車名を「NV350キャラバン」に改名した。COOの志賀俊之は「小型商用車のトップブランド」と「クラス全体のシェア40%」を目指すべく、同クラスのトップセラーであり、長年のライバルでもあるハイエースを全ての面で圧倒するよう開発陣に指示した。なお、チーフデザイナーはNV200バネット（NV200）も担当した倉岡亨一であり、両サイドのプラグ式ウインドウも引き続き採用されている。
ディーゼル車は「クリーンディーゼル・テクノロジー」を採用した改良型のYD25DDTi型を採用。ターボチャージャーの特性変更によって低回転からの過給を可能にし、余裕あるトルクを発生。さらに、バイパス機能付きEGRクーラーによりNOxの発生を抑えるとともに、商用車初搭載となるリーンNOxトラップ触媒により発生したNOxを浄化することで排出ガスをクリーン化、パラレルポートシリンダーヘッドの採用により燃費も向上した。ガソリン車は先代後期型同様にQR20DE型・QR25DE型を採用するが、オルタネーター回生制御やフリクションの低減、アイドル回転数を低く抑えることなどにより燃費を向上した。これらにより、5MT車の一部を除くバン全車で「平成27年度燃費基準」を達成した。
バン「プレミアムGX」とワゴン「GX」にはキャブオーバー商用車初となるインテリジェントキーとプッシュエンジンスターターを標準装備。使い勝手と左右への移動を考慮し、パーキングブレーキはAT車は足踏み式（MT車はステッキ式）に変更した。全車においては平均燃費・渡航可能距離などの情報を確認できる車両情報ディスプレイを採用（バン「プレミアムGX」とワゴン「GX」はカラータイプ）。
グレード体系はバンは「DX」と「プレミアムGX（5ドア・ロングボディ・標準ルーフ・5AT・5人仕様のみ設定）」、ワゴンはロングボディ・標準ルーフ仕様の「DX」とスーパーロングボディ・ハイルーフ仕様の「GX」の各2グレードずつ設定する。
トランスミッションは5速ATが基本となっており、バン「DX」の二輪駆動車に限り5速MTも選べた。なお販売当初から四輪駆動車にはMT設定が一切無い。
併せて、オーテックジャパン扱いのカスタムカー「ライダー」が登場（バン・ワゴンともに設定）。専用のフロントマスクを採用した。バン「ライダー プレミアムGX」には本革巻3本スポークステアリングや防水シート地などを装備した「インテリアパッケージ」を設定。
今回より円高下での競争力を高めるべく（＝コスト上昇を最小限に食い止めるため）、輸入を含む部品調達に都合の良い日産車体九州に生産拠点を移管した。部品調達比率は九州内のサプライヤーが全体の約50%、近隣諸国が約40%（うち、ルノーサムスン自動車のサプライヤーが集中する韓国が半数の約20%）となっている。また、ディーゼル車は日産が展開するエンジン進化型エコカー「PURE DRIVE（ピュアドライブ）」の8車種目（商用車では初の車種）となるため、その証として、リア右下に「PURE DRIVE」エンブレムが装着される。
2012年7月10日
キャラバンベースの初代に引き続き、2代目いすゞ・コモとしていすゞ自動車へのOEM供給を開始。ただし、インテリジェントキーやフルホイールカバーなどが設定されないなど、一部装備が異なる。
2012年12月7日
既存のスーパーロングボディをベースにしたワイドボディを追加発売。ワイドボディでは3人乗車時で8,400 L の荷室容積を確保したバンの他に、14人乗りのマイクロバス（運転には中型自動車免許または大型自動車免許が必要）も設定。グレード体系はバンのワイドボディは「DX」のみ（4ドア・6人乗り・5AT・低床フロア仕様のみの設定）、マイクロバスは「DX」と「GX」を設定する。いずれのタイプにも2.5Lガソリン車（バンの「DX」ワイドボディは2WD車のみ）とディーゼル車を設定する。併せて、「プレミアムGX」及び「DX」ワイドボディには専用15インチアルミホイール、電動格納式リモコンメッキドアミラー、専用防水シート地、本革巻3本スポークステアリングを装備した「クロムギアパッケージ」を設定した（2013年1月23日販売開始）。
2013年6月28日
ワゴンに新グレードの「GX（オートスライドドア付）」を追加（9月2日販売開始）。従来、「GX」はスーパーロングボディ・ハイルーフ仕様のグレードとしてラインナップされていたが、新グレードでは既存の「DX」と同じロングボディ・標準ルーフ仕様で、「GX」の装備内容に加え、ワンタッチオートスライドドア（挟み込み防止機構付）を追加し、さらに、マイクロバス同様、オゾンセーフデュアルエアコンに後席個別吹き出しが追加され、スライドドア乗降グリップはフロントにも装備した。なお、本グレードは特装車扱いで、持込み登録となる。
2013年11月25日
バン「プレミアムGX」をベースに、「クロムギアパッケージ」の専用装備（電動格納式リモコンメッキドアミラー、15インチアルミホイール、本革巻3本スポークステアリングホイール、防水シート地（フロント&セカンド））に加え、グリルとバックドアフィニッシャーをブラックメッキ化し、バイキセノンヘッドランプ（ハイ/ロービーム、LEDポジションランプ、オートレベライザー付）を特別装備しながら購入しやすい価格設定にした特別仕様車「プレミアムGX クロムギアパッケージ バージョンブラック」を発売。
2014年10月3日
三菱ふそうトラック・バスとの間で海外向け商用バンのOEM供給についての正式契約を締結。年内にNV350キャラバンの海外向けモデルであるNV350 URVANをベースに、中東向けに、海外市場専用車種の「キャンターバン」として同社へOEM供給される。
2014年11月7日
コーチ「DX」及びバン「DX（スーパーロングボディ・ハイルーフ仕様）」をベースにした「幼児通園専用車」を一部仕様変更（2015年1月27日販売開始）。「幼児専用車の車両安全性向上のためのガイドライン」に基づき、シートバックの高さを延長し、背面に緩衝材を追加。同時に、運転席ガードバー及び乗降用手すりの形状を変更し、保護パッド（緩衝材）の追加により安全性を高めた。併せて、シート座面の生地を背面と同じ「なかよし動物音楽隊」柄に変更した。なお、既に保有しているユーザー向けに、シートバック背面に緩衝材を追加したクッション付シート半カバーと保護パッド付運転席ガードバー及び乗降用手すりを発売する予定であることも併せて発表された。
2014年12月5日
オーテックジャパン扱いの特別仕様車「ライダー ブラックライン」及び「アンシャンテ 送迎タイプ マイクロバスGX」を発表（「ライダー ブラックライン」は同日より販売開始、「アンシャンテ 送迎タイプ マイクロバスGX」は2015年3月販売開始）。
「ライダー ブラックライン」は「ライダー」をベースに、フロントグリル・フロントバンパーモール・エンブレム（Rider/AUTECH）をダーククロムの専用品に置き換えるとともに、バックドアフィニッシャーをブラックメッキ化。さらに、通常はオプション設定となっているLEDデイタイムランニングライトと「インテリアパッケージ」を標準装備するとともに、バイキセノンヘッドランプも装備した。
「アンシャンテ 送迎タイプ マイクロバスGX」は10人乗りワゴン仕様で設定されている「アンシャンテ 送迎タイプ」に14人乗りマイクロバス仕様として追加されるグレードで、オートステップ、オレンジ色の乗降用手すりやアシストグリップ、オートスライドドアも装備されている。なお、本グレードでは、介護施設や病院に限らず幅広い用途に対応するため「多人数乗り送迎車」としている。併せて、「アンシャンテ 送迎タイプ」は一部グレードにバイキセノンヘッドランプのオプション設定を追加した。
2015年5月25日
バン「プレミアムGX」をベースにした「トランスポーター」を一部改良。
荷室の床張りにロンリューム加工を標準設定。併せて、ベース車の「プレミアムGX」のシート生地と同じ素材を用いたベッドシステム（オーテック扱いオプション）やサイドマルチパイプを新たにオプション設定した。
2016年1月26日
一部仕様向上（2月23日販売開始）。
バンの2WD・ロングボディ・低床・AT車に、小型貨物車4ナンバーバンクラスで初めてとなる衝突被害軽減ブレーキ「エマージェンシーブレーキ」、VDC、ヒルスタートアシストを標準装備した「エマージェンシーブレーキパッケージ」を新設定。ボディカラーは「オーロラモーヴマルチフレックスカラー」が廃止された代わりに新色の「ダークブルーパール」を設定し、従来は「DX」とマイクロバス「GX」のみの設定だった「ホワイト」をワゴン・バンの「GX」系グレード（バン「プレミアムGX クロムギアパッケージ」を除く）と「DX EXパック」にも拡大設定した。
また、オーテックジャパン扱いの「ライダー」にもバン・2WD・ロングボディ・低床AT車に「エマージェンシーブレーキパッケージ」が設定され、「ライフケアビークル」の「アンシャンテ 送迎タイプ」にはボディカラーの拡大（新色「ダークブルーパール」の設定と「ホワイト」の設定可能グレード拡大）が行われた。
2016年11月25日
一部改良（バンのみ同日発売開始、ワゴン・マイクロバスは同年11月30日販売開始）。
バンは2WD・ロングボディ・低床・AT車において、従来は「エマージェンシーブレーキパッケージ」での設定だったエマージェンシーブレーキとVDCを標準装備化。ワゴンとマイクロバスはVDCを全車に標準装備し、5AT車はシフトレバーのインジゲーター部に夜間照明を追加した。オーテックジャパン扱いの「ライダー」シリーズと「ライフケアビークル」シリーズもベース車に準じた改良を行った。
2017年6月1日
夏にマイナーチェンジを行うこととなり、標準モデルと「ライダー」のエクステリアを先行公開したことを発表した。
2017年7月13日
マイナーチェンジを公式発表。
前期型ではバンの2WD・ロングボディ・低床・AT車のみに標準装備されていたインテリジェント エマージェンシーブレーキ、VDC（TCS機能を含む）、ヒルスタートアシストをバン全車に拡大して標準装備。また、4ナンバークラスの小型貨物車で初めてとなるインテリジェント アラウンドビューモニター（移動物検知機能付）を採用し、メーカーオプション設定。そのほか、バン「プレミアムGX」、ワゴン/マイクロバス「GX」には、バックドアオートクロージャーとオートエアコン+リアクーラーを装備した。また、カーナビゲーションのワイドモデルの装着が可能となった。
外観はフロントグリルを大型化したほか、バン「プレミアムGX」とワゴン/マイクロバス「GX」はリアコンビネーションランプをLED化し、LEDヘッドランプ（ハイ/ロービーム、オートレベライザー付）をマイクロバス「DX」を除く全車にメーカーオプション設定した。ボディカラーの一部入れ替えも行われ、「タイガーアイブラウンパールメタリック（オプションカラー、バン/ワゴン「DX」及びマイクロバスを除く）」、「ブレードシルバーメタリック」、「スーパーブラック」の3色を廃止する替わりに、「インペリアルアンバーパール（オプションカラー）」、「マルーンレッドマルチフレックスパールメタリック（オプションカラー）」、「ファントムブラックパール（オプションカラー）」、「ダークメタルグレーメタリック」の4色を追加し、8色展開となった。内装では、バン「プレミアムGX」、ワゴン/マイクロバス「GX」において、ステアリングにシルバー加飾を施し（マイクロバス「GX」を除く）、シートファブリックをブラック生地にホワイトのラインをランダムで配したデザインに変更した。
グレード体系においては、バンに新グレードとして「DX」と「プレミアムGX」の中間にあたる「VX」を追加（標準幅・6人乗り仕様のみの設定）。「DX」に、UVカット断熱プライバシーガラス（スライドドア、リアサイド、バックドア）、スライドサイドウインドウ（セカンドシート両側）、サイドターンランプ付電動格納式リモコンドアミラー（メッキ）、シルバー加飾付ステアリング、リアホイールハウストリム（カーペット）、メッキバックドアフィニッシャーを追加し、フロントグリルをメッキ化した。
オーテックジャパン扱いの「ライダー」・「送迎タイプ」・「チェアキャブ」もマイナーチェンジが行われ、ベース車同様の改良が行われたほか、「ライダー」はフロントマスクを刷新し、サイドシルプロテクター&リアアンダープロテクターやルーフスポイラーなどを新たにオプション設定したほか、「プレミアムGX」ベース仕様には、本革巻3本スポークステアリング・防水シート（セルクロス/カブロン/パートナー）・ドアトリムで構成された専用インテリアやフロントマーカーLED、15インチアルミホイール、LEDヘッドランプを装備した「プロ・スタイルパッケージ」を設定した。「送迎タイプ」には、助手席ワンタッチオートスライドドア（挟み込み防止機構付）を標準装備したワゴン「GX」を追加。「チェアキャブ」は前期型の「車いす1名仕様」を仕様向上し、もう1名車いす乗車を可能にする「車いす1+1名仕様」に改名。また、ベース車ではメーカーオプション設定となるインテリジェント アラウンドビューモニター（移動物検知機能付）を標準装備した。
2017年9月
改良に伴い、いすゞ自動車へのOEM供給を一旦終了（2018年7月にコモへの改良を施した上で供給を再開）。
2017年11月16日
スーパーロングボディ・ワイド幅仕様（バン「DX」及びマイクロバス、オーテックジャパン扱いの「送迎タイプ マイクロバスGX」）に2.5Lガソリン・4WD車の追加設定が発表された（12月11日販売開始）。
併せて、「プレミアムGX」とオーテックジャパン扱いの「ライダー」には助手席側ワンタッチオートスライドドアのオプションを追加設定することも発表された（本オプションは2018年1月16日販売開始）。
2018年11月26日
高規格準拠救急車パラメディックが本車のスーパーロング・ワイド幅仕様をベースモデルとして、約20年半ぶりに3代目へフルモデルチェンジされた。
2019年8月21日
特別仕様車「プレミアムGX アーバンクロム」を発売。
バンの最上級グレード「プレミアムGX」をベースに、グリル・ドアミラー・バックドアフィニッシャーに専用ダーククロム色が採用されたほか、専用デザインの15インチアルミホイール、LEDヘッドランプ、フロントプロテクターが特別装備された。
そのほか、サイドシルプロテクター&リアアンダープロテクターがオプション設定されたほか、メーカーオプションにはインテリジェント アラウンドビューモニター（移動物検知機能付）、SRSエアバッグ（助手席）+2ステージロードリミッター付プリテンショナーシートベルト、ワンタッチオートスライドドア（助手席側、挟み込み防止機構付）などが設定されている。
なお、本仕様車は持込み登録で、オーテックジャパン扱いとなる。
2020年4月
仕様変更。
車名ロゴが変更となり、「NV350」を強調したロゴからサブネームである「CARAVAN」を強調したロゴとなり、ロゴのフォントも変更された。
2020年9月24日
ワゴンを一部仕様向上。
エンジンに改良を施して環境性能を向上し、WLTCモードによる燃料消費率並びに排出ガスに対応。なお、平成30年排出ガス規制適合となった為、従来リアウィンドウ右下に装着されていた「低排出ガス車」ステッカーが装着されなくなった。
併せて、オーテックジャパン扱いの新車種として「マルチベッド」が設定された。バン「プレミアムGX」をベースに、荷室スペースに左右跳ね上げ式のベッドシステムと硬質フロアパネルを装備して車中泊に呼応したモデルで、オプションのテーブルを用いることでベッドをベンチとして使用することも可能である。また、「ライダー」と「送迎タイプ」のワゴンモデルはベース車同様にエンジンの改良が施されたほか、「送迎タイプ」に関しては、従来「マイクロバスGX」のみの設定だった4WD車を「ワゴンGX」（「マイクロバスGX」をベースに10人乗りのワゴンに架装した特装車で、ワイド幅・ハイルーフ・スーパーロングボディ仕様）にも設定され、助手席側ワンタッチオートスライドドアを「ワゴンDX」に設定された。
2020年11月10日
特別仕様車「プレミアムGX BLACK GEAR」が発売された。
「プレミアムGX」をベースに、外観はフロントグリルにダークグレーメタル調、ドアハンドルやバックドアフィニッシャーにブラック、サイドターンランプ付電動格納式リモコンドアミラーやスライドドアレールにオレンジアクセント付ブラック、フォグランプアクセントリングにオレンジをそれぞれ採用し、専用15インチアルミホイールやBLACK GEAR ステッカーを装備。
内装は初のブラック内装を採用するとともに、ステアリング加飾やインストシフトフィニッシャーにピアノブラック調、ジャガード織物/スエード調トリコットシートのステッチや前席用吹き出し口のアクセントにオレンジ、ファインビジョンメーターに白色照明文字盤リングがそれぞれ採用された。
そのほか、ベースグレードではメーカーオプション設定となるインテリジェント アラウンドビューモニター（移動物検知機能付）、ディスプレイ付自動防眩式ルームミラー、ヒーター付ドアミラー、LEDヘッドランプ（ハイ/ロービーム、オートレベライザー付）、助手席側ワンタッチオートスライドドア（挟み込み防止機構付）が特別装備され、SRSエアバッグ+2ステージロードリミッター付プリテンショナーシートベルトは運転席に加えて助手席にも拡大され、アンダードアミラー（フロント・リア）をレス化、セカンドシートのスライドサイドウインドウは運転席側のみとなり、アシストトレイ（リッド付）は非装備化される。
ボディカラーは本仕様車専用となる「ステルスグレーパール」をはじめ、「ブリリアントホワイトパール3コートパール」、「ファントムブラックパール」の3色が設定される。
2021年10月20日
ガソリン車がマイナーチェンジし、同時に車名がフルモデルチェンジ以来約9年4ヶ月ぶりに「キャラバン」へ回帰されたことにより、バンのディーゼル車のみのラインナップとなった（ワゴン・マイクロバスはキャラバンへ完全移行）。
2022年2月28日
ディーゼル車のマイナーチェンジ発表に伴い、バンのディーゼル車の生産を終了。これにより、5代目のフルモデルチェンジから約9年8ヶ月ぶりに「キャラバン」へ完全回帰された。
2022年9月29日
メキシコでアーバンを改良。NV350アーバンからアーバンへ車名が改められた。また、グリルデザインとフロントフェイスが刷新された。

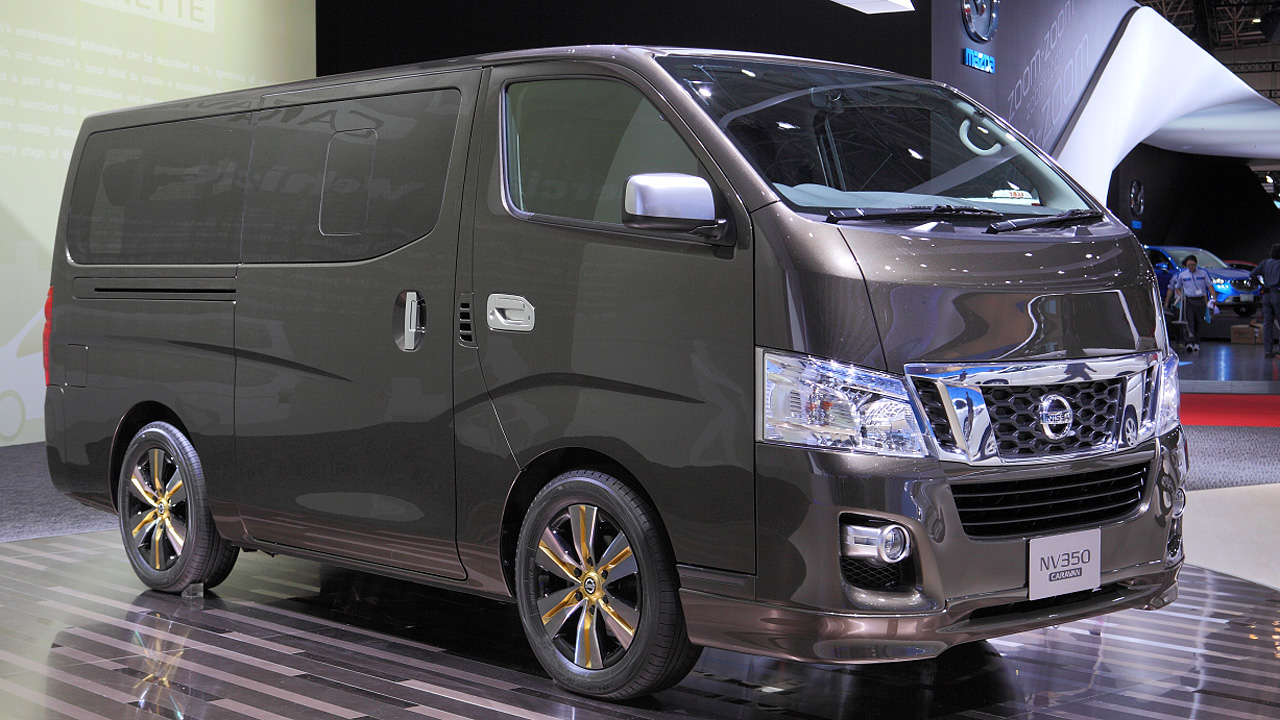
東京モーターショー 2011出展車
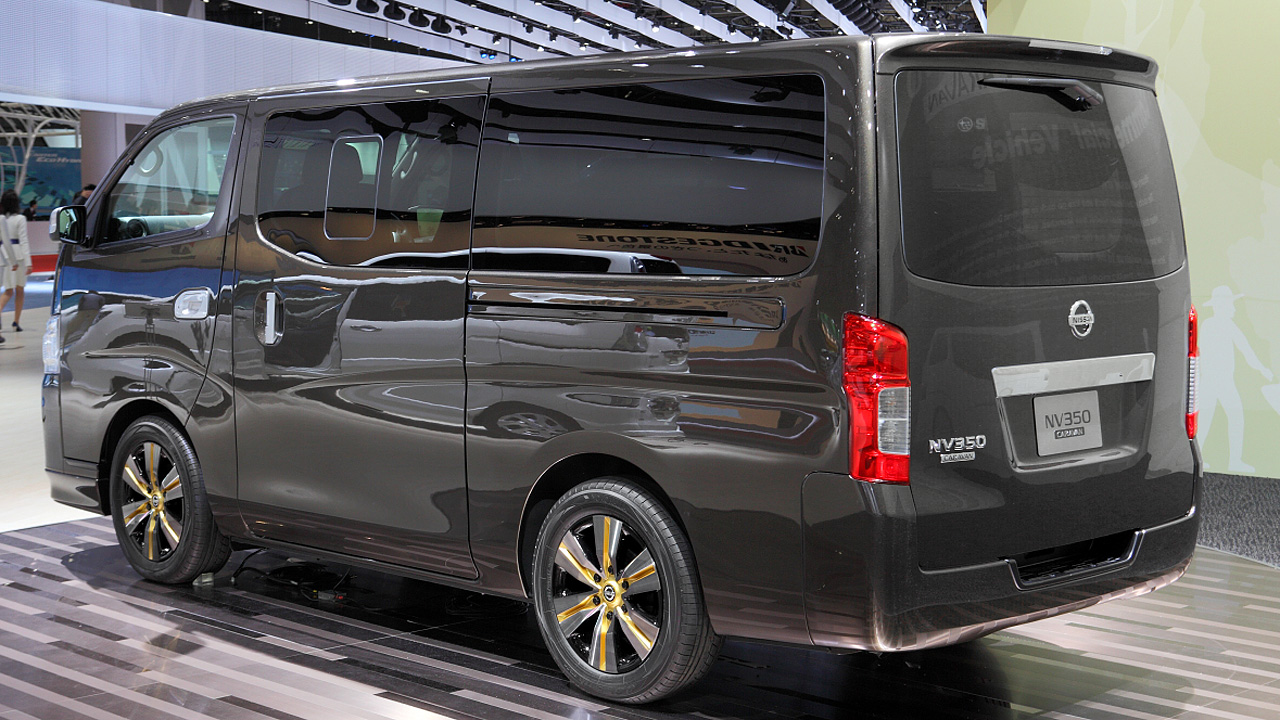
東京モーターショー 2011出展車 リヤ

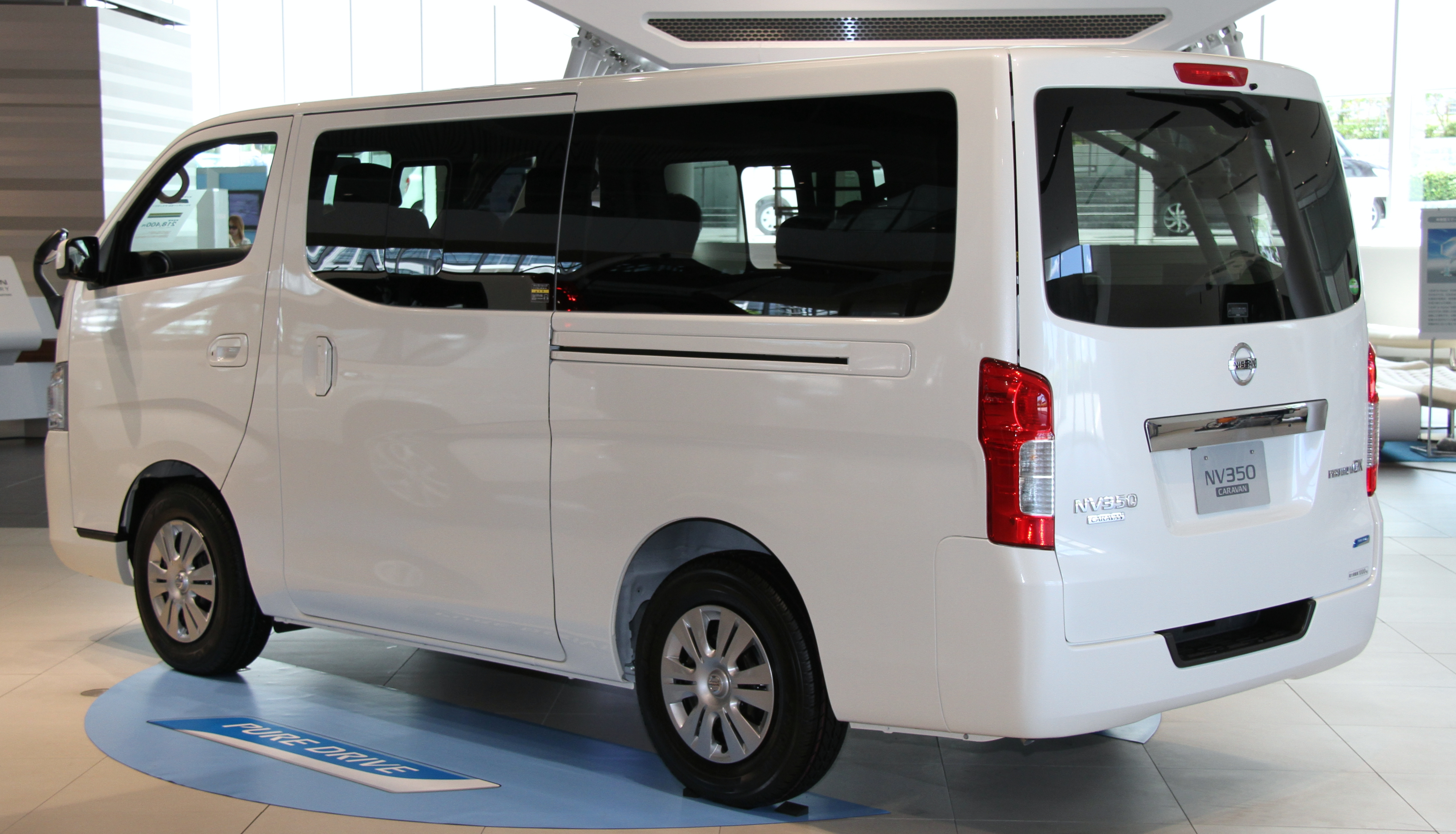
2012年6月販売型 バン プレミアムGX ディーゼル車 リア
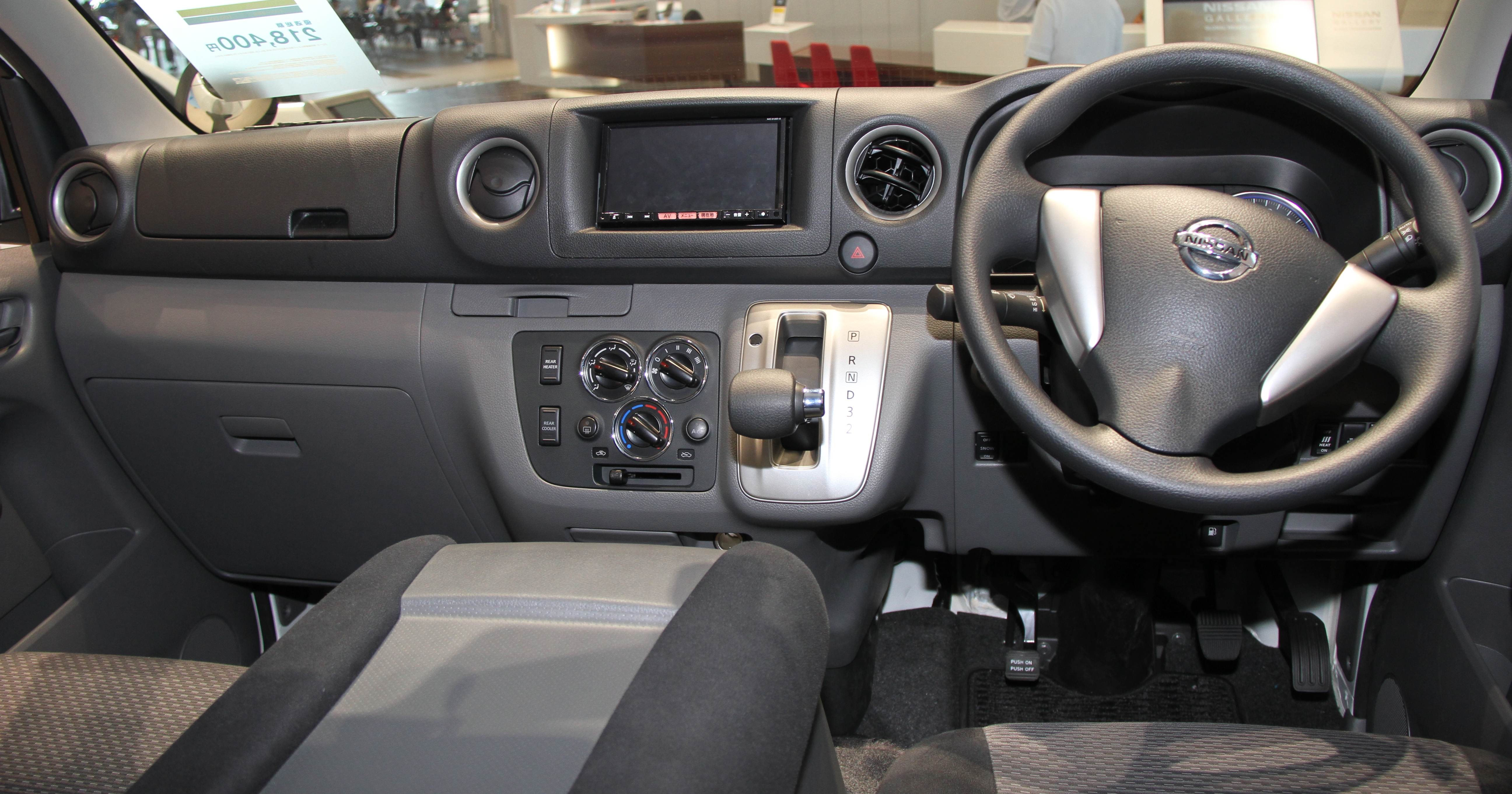
2012年6月販売型 バン プレミアムGX コクピット
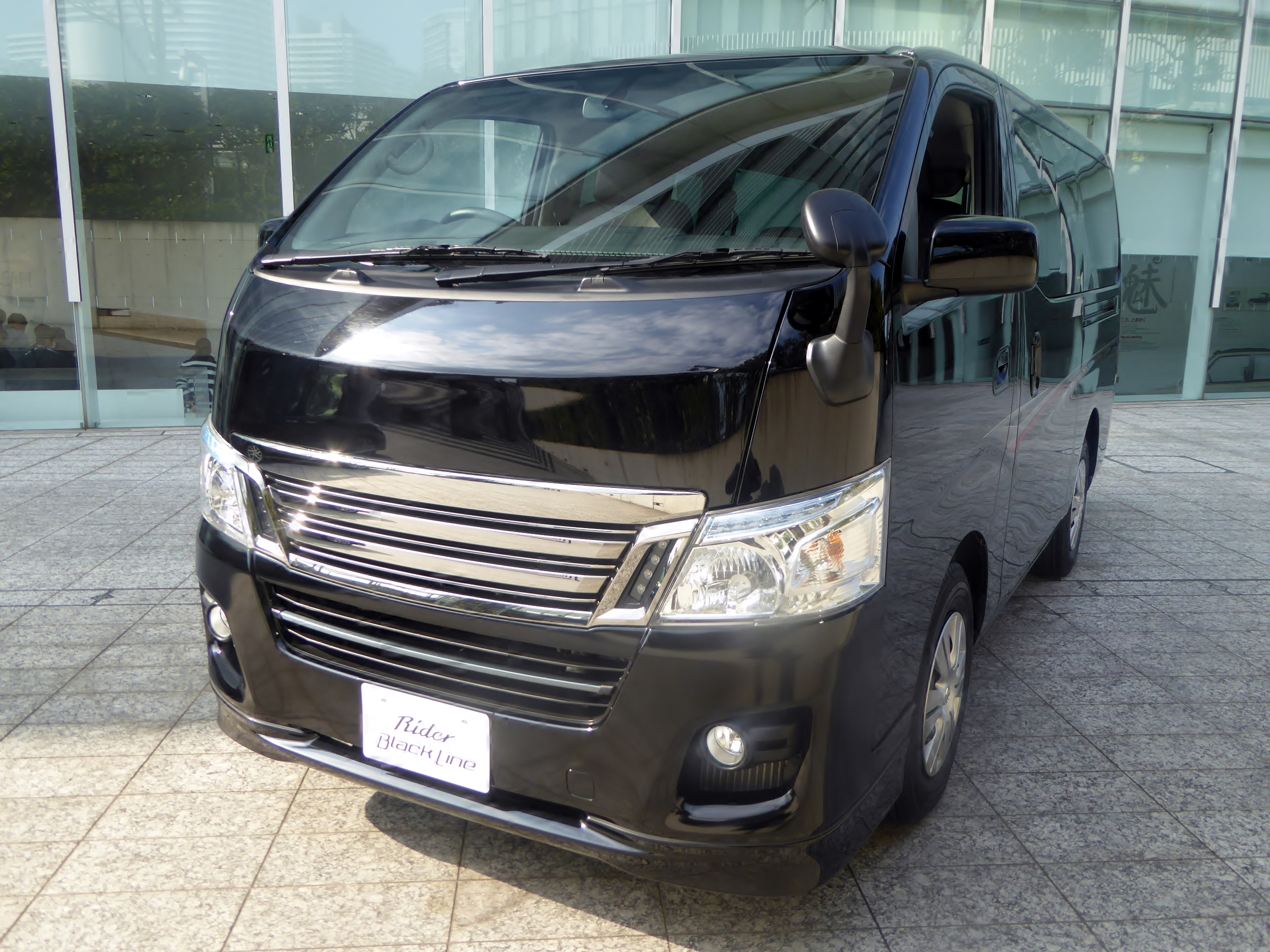
2014年6月改良型 ライダー ブラックライン バン プレミアムGX
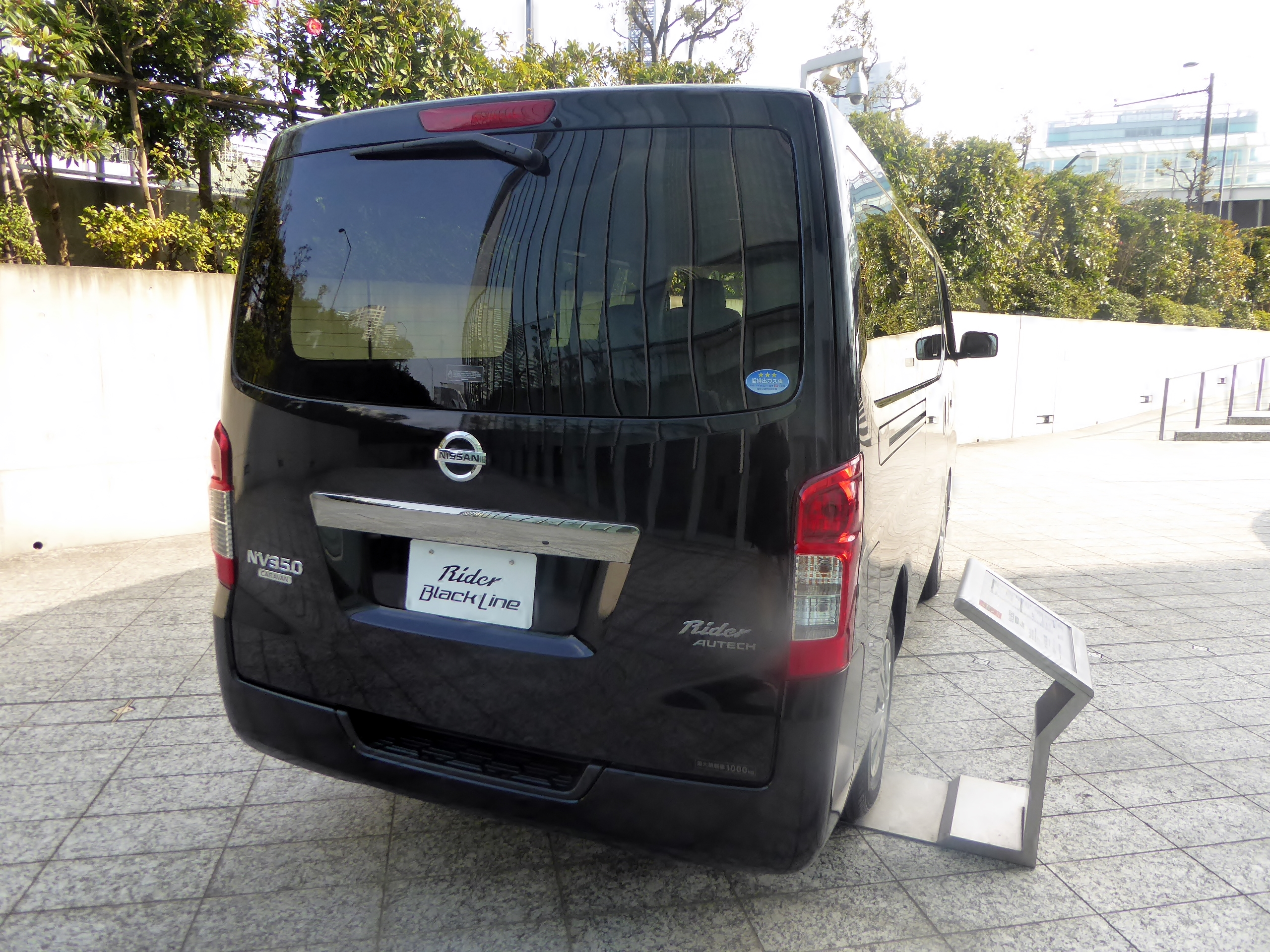
2014年6月改良型 ライダー ブラックライン バン プレミアムGX リヤ
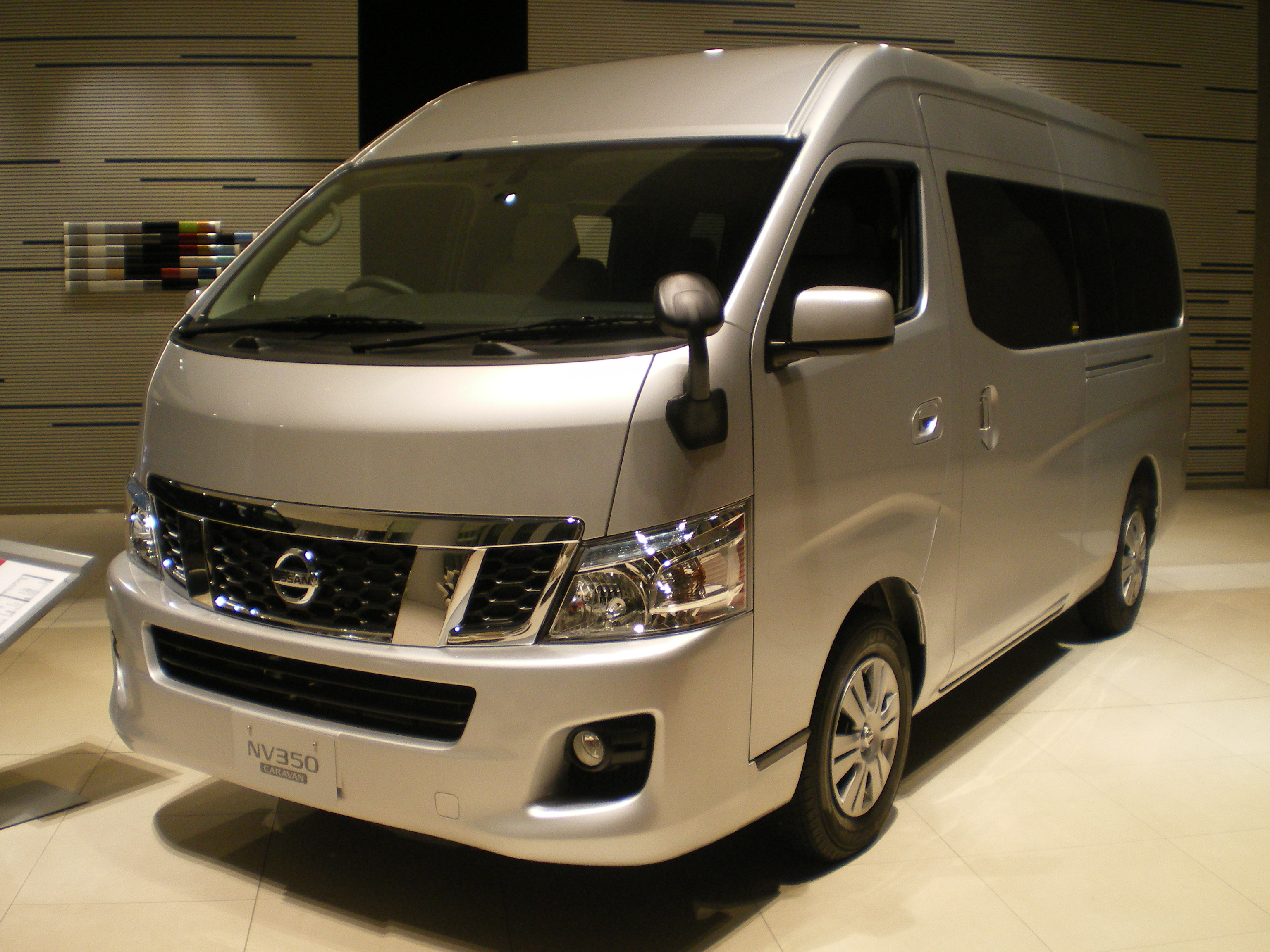
2012年12月販売型 マイクロバス GX ディーゼル車
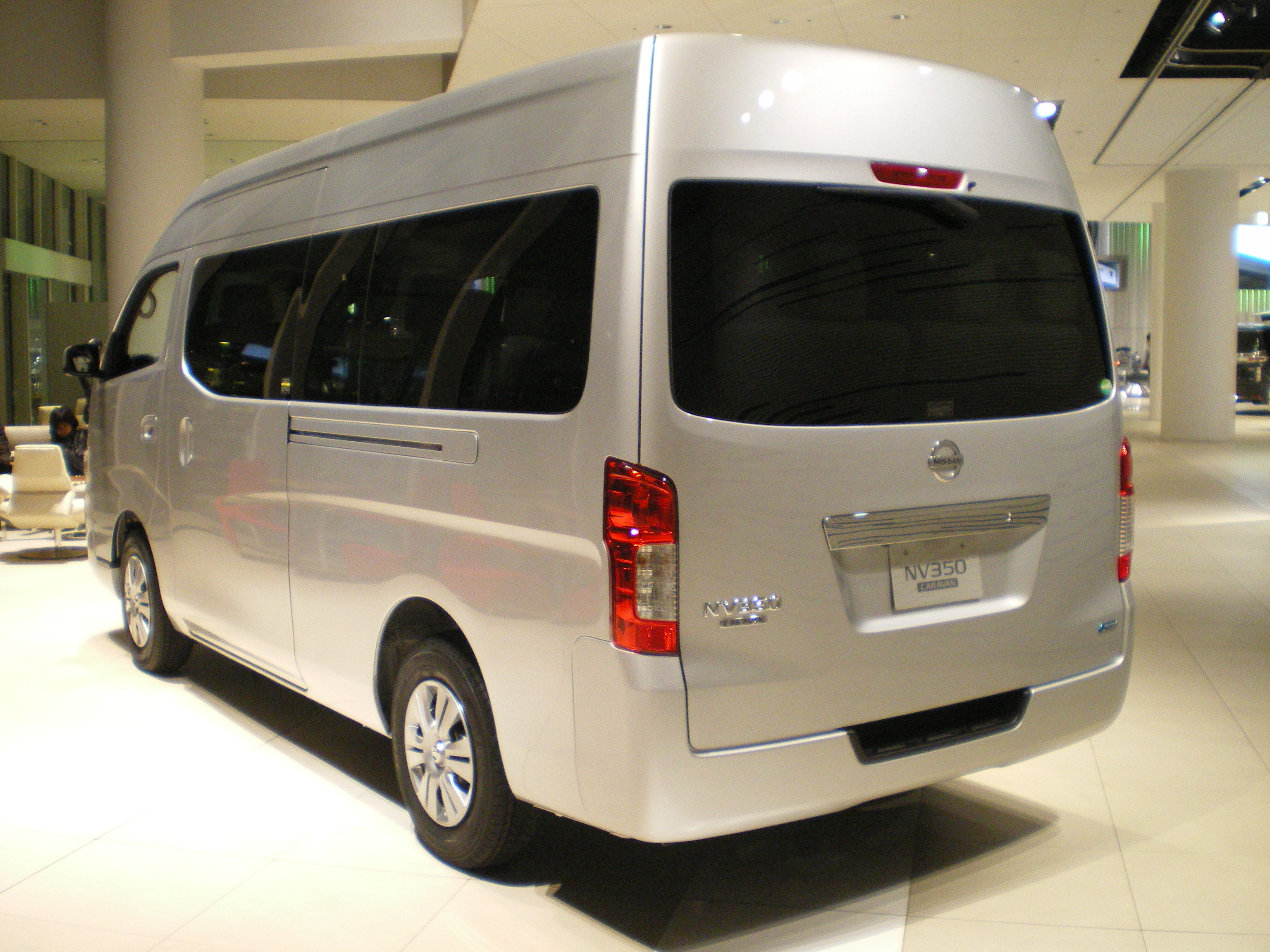
2012年12月販売型 マイクロバス GX ディーゼル車 リア
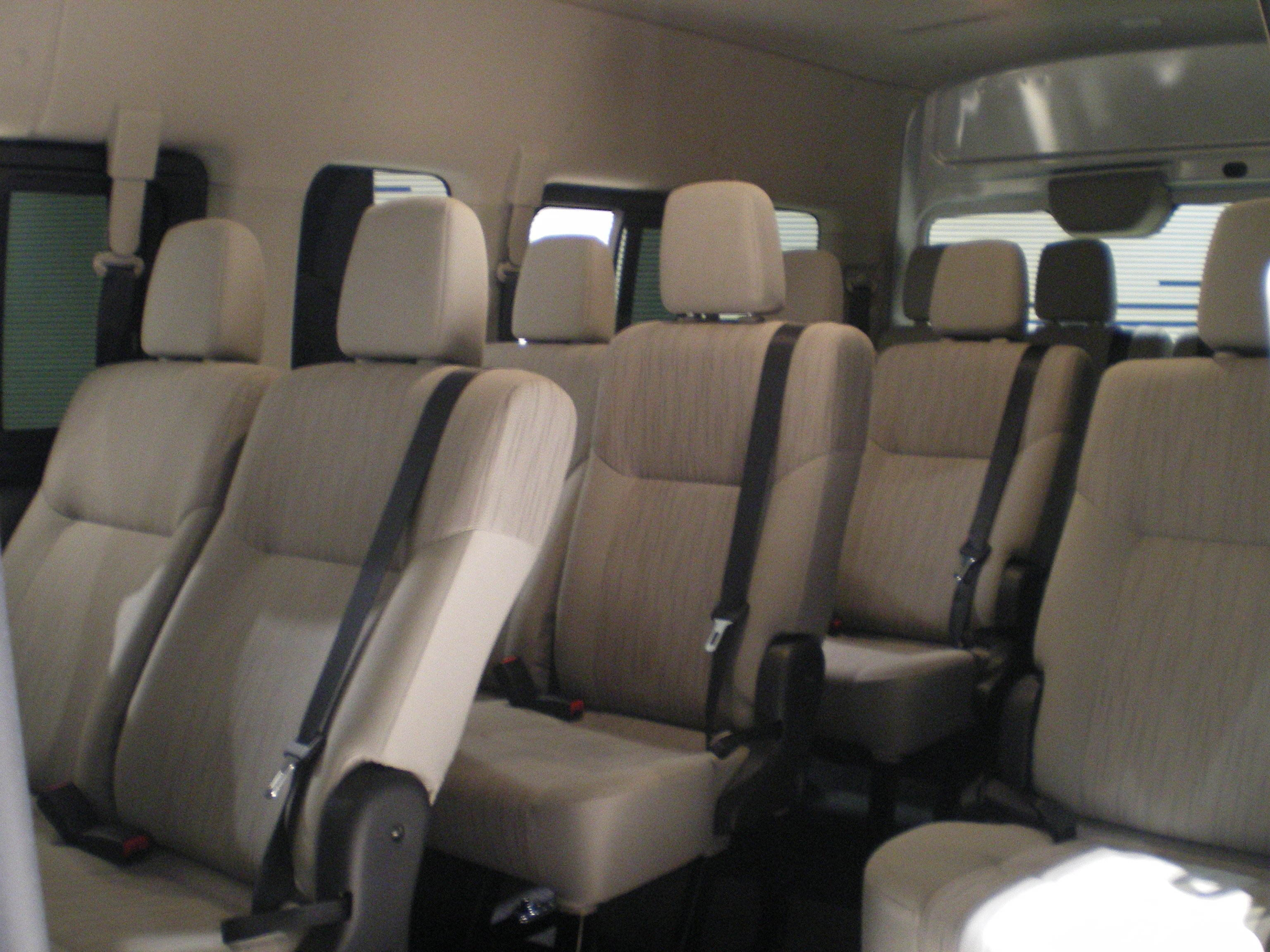
2012年12月販売型 マイクロバス GX 車内
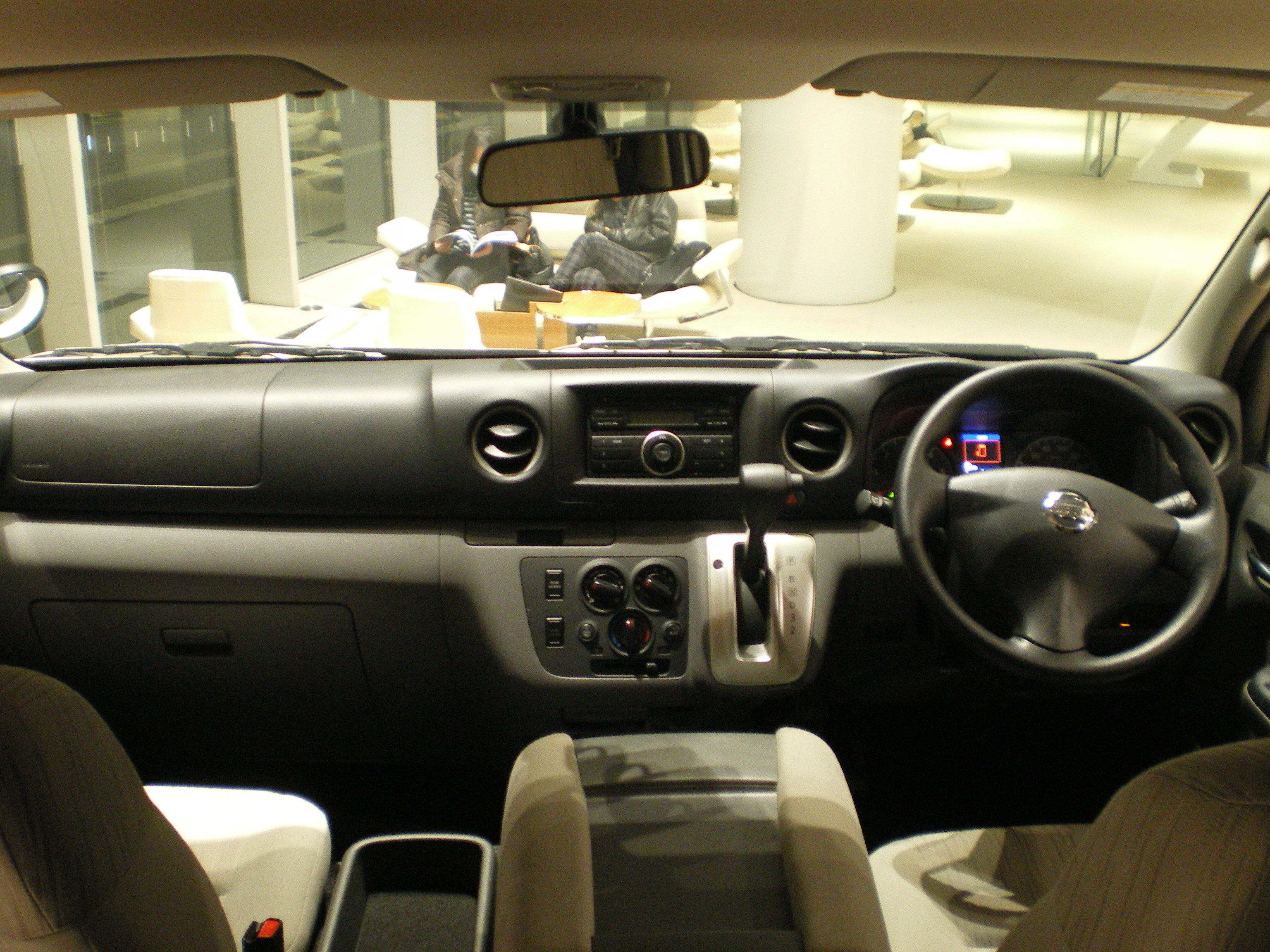
2012年12月販売型 マイクロバス GX コクピット
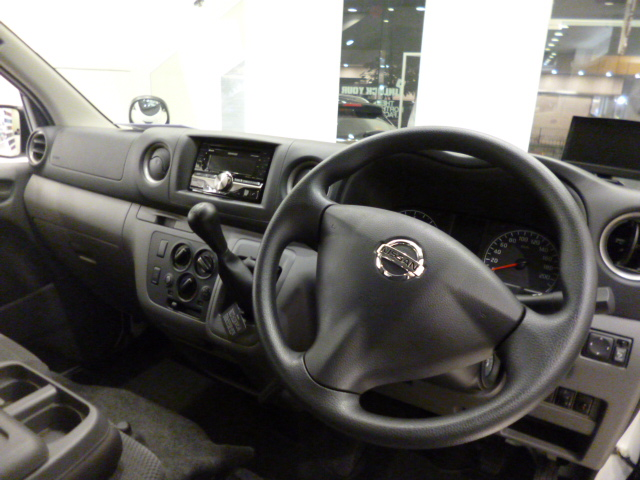
香港仕様　NV350アーバン　5MT　コクピット

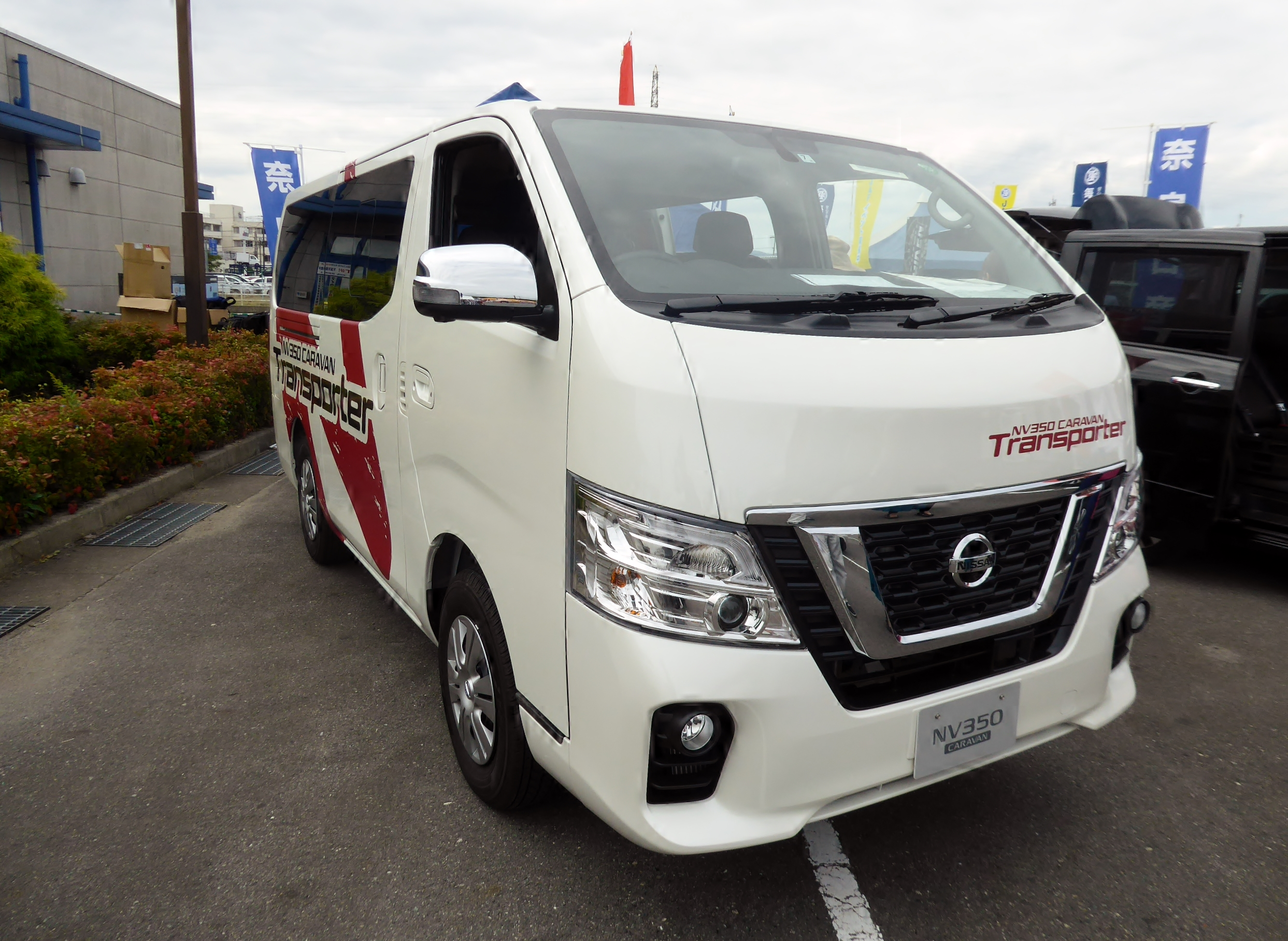
2017年7月改良型 バン プレミアムGX
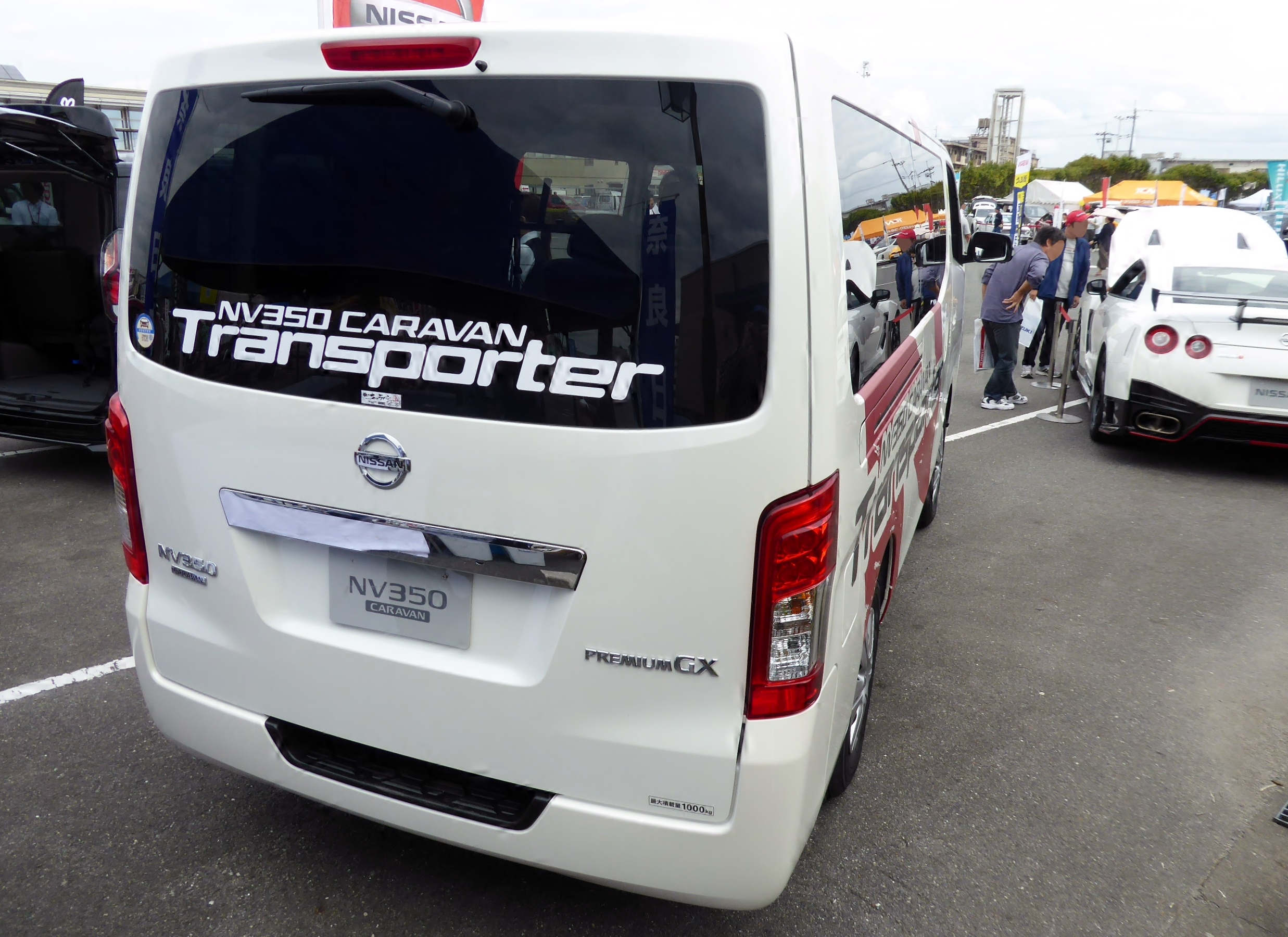
2017年7月改良型 バン プレミアムGX リヤ
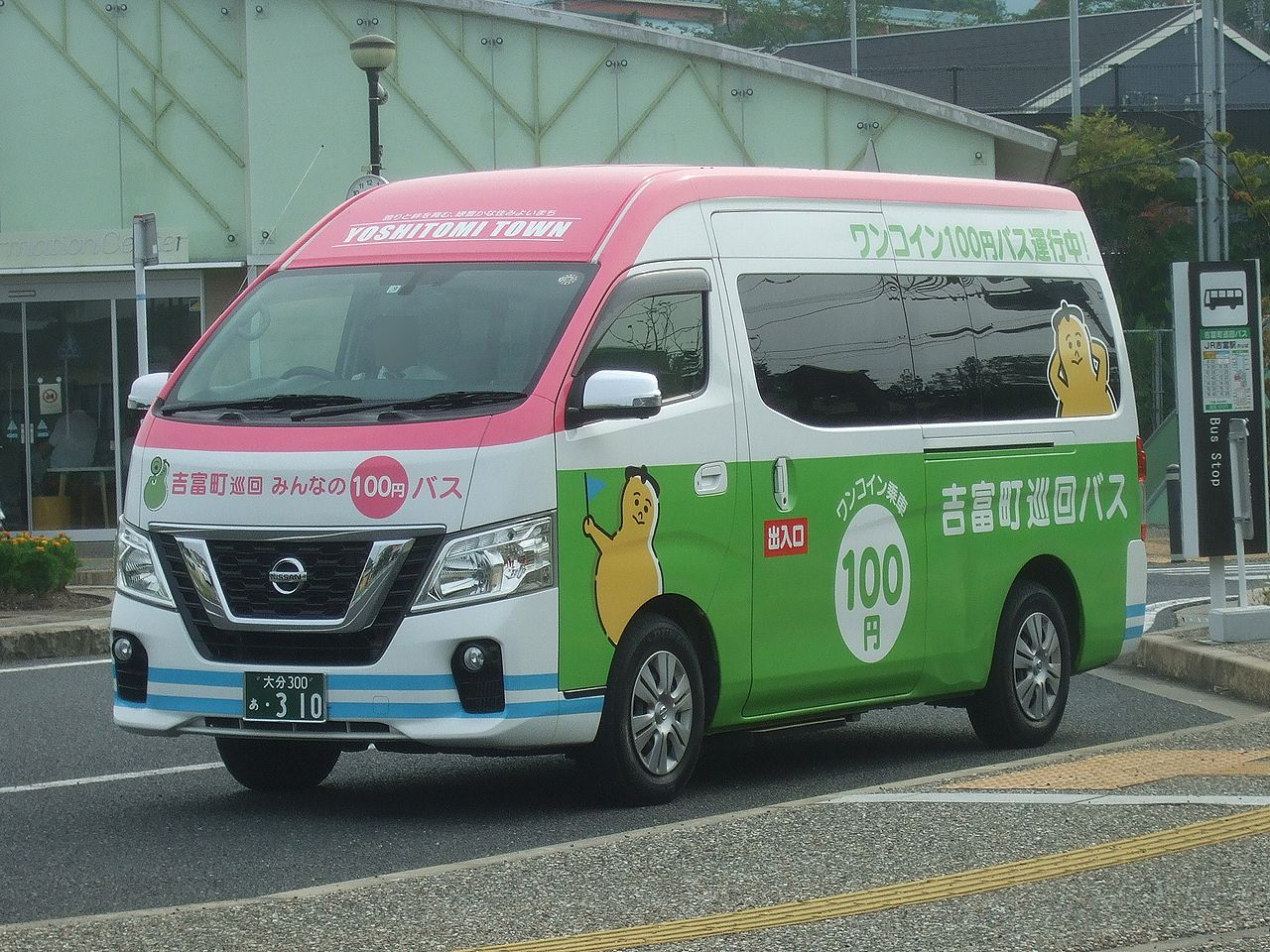
2017年7月改良型 ワゴン GX （スーパーロングボディ・標準幅・ハイルーフ）
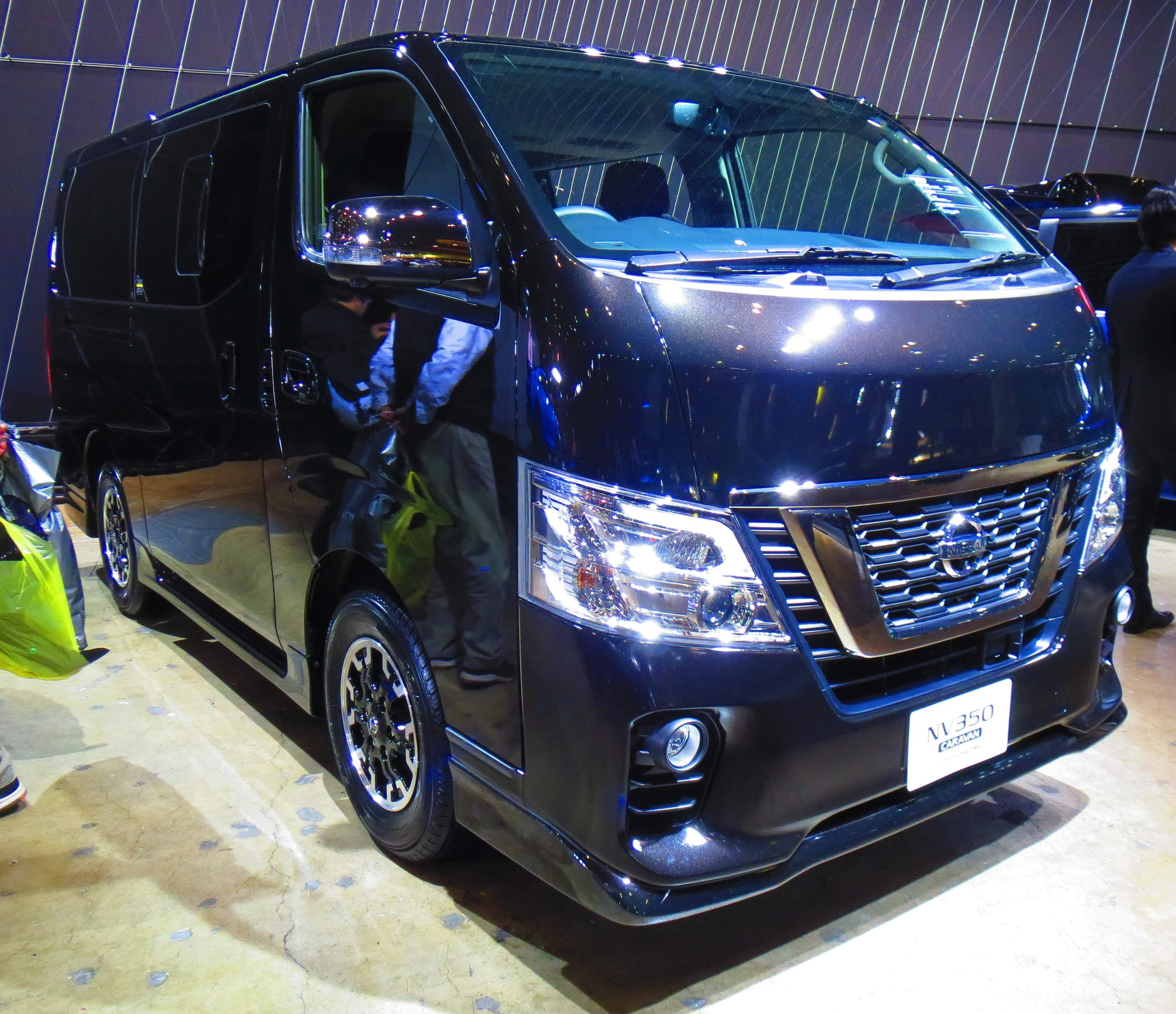
2019年8月改良型 バン プレミアムGX アーバンクロム 東京オートサロン2020出展車
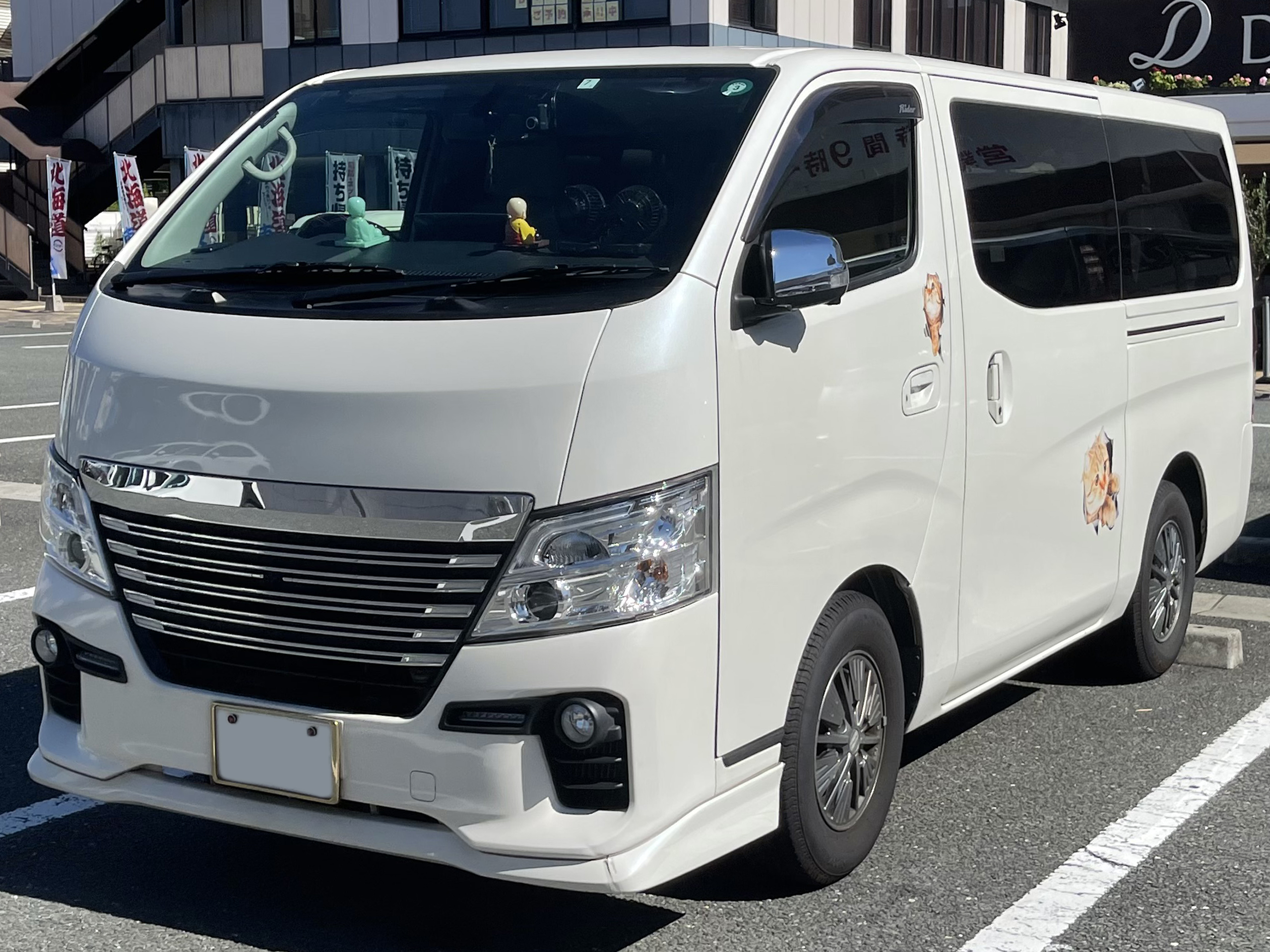
2020年9月改良型 ワゴン ライダーGX
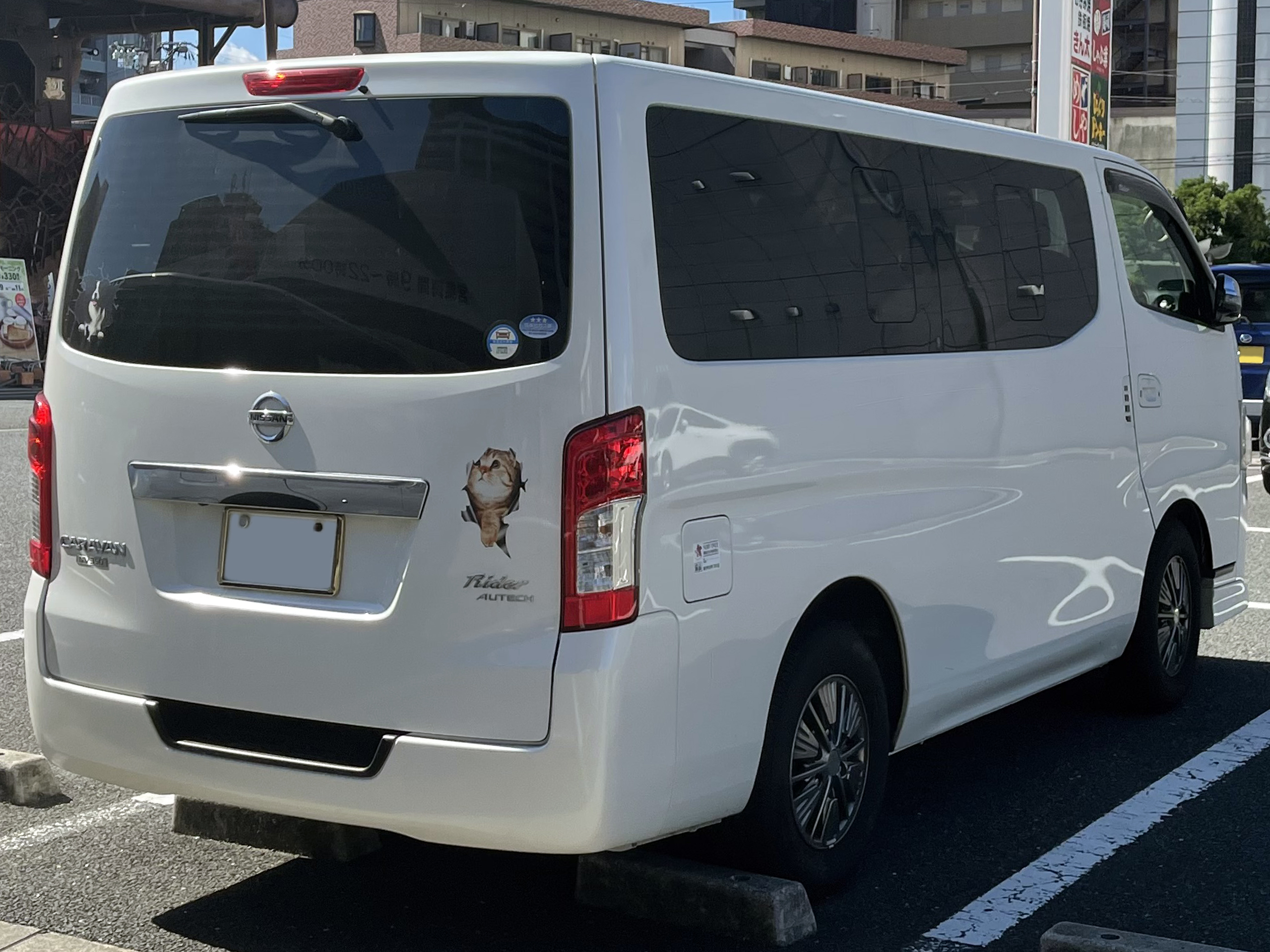
2020年9月改良型 ワゴン ライダーGX リヤ

## その他
- 千葉県警察の移動交番車の一部車両は、当車両を改造した上で使用されている。

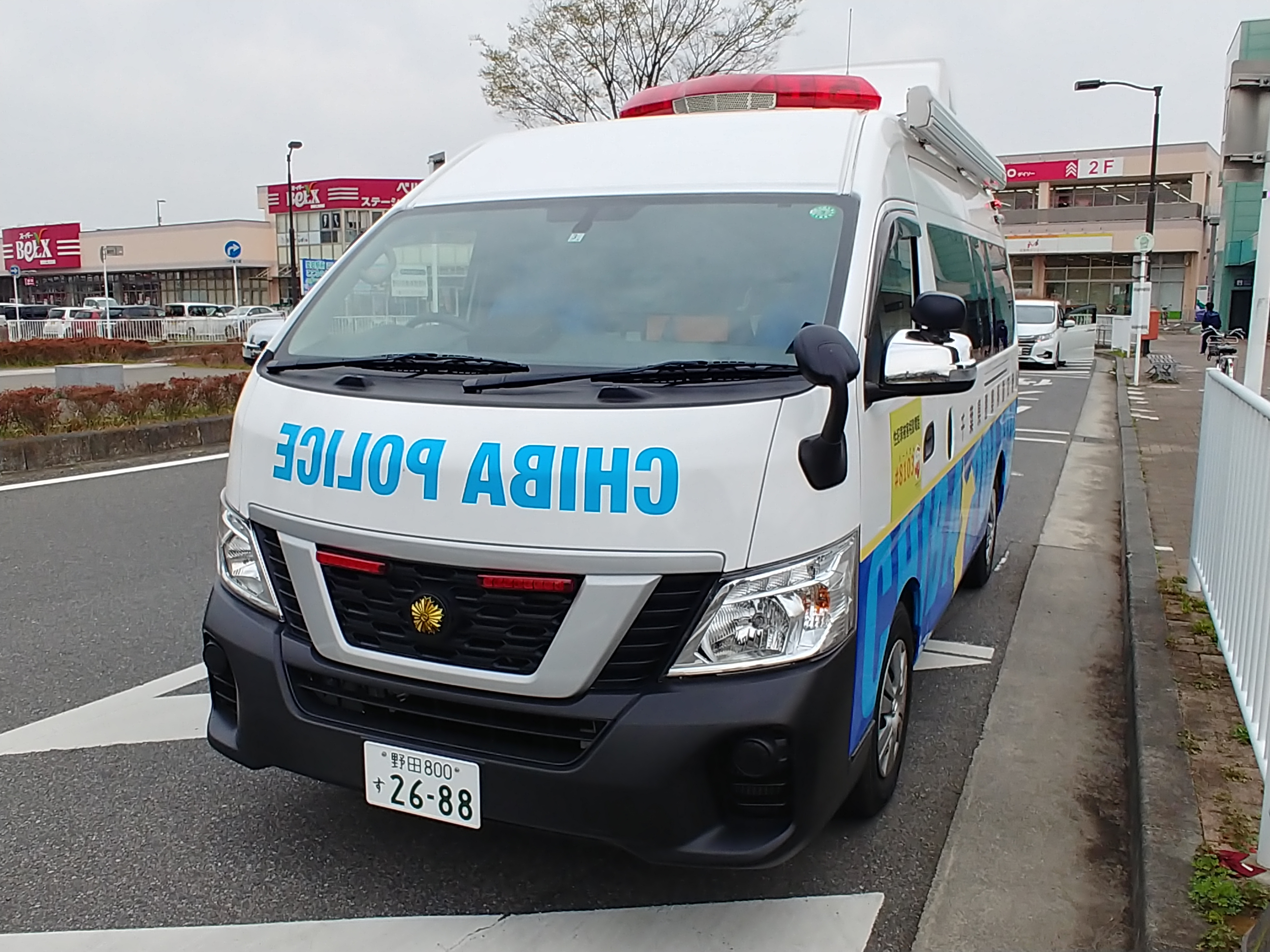
移動交番車（ワゴンタイプ）